# Книга образов
«Книга образов» (нем. Das Buch der Bilder) — сборник стихотворений немецкого поэта Райнера Рильке, впервые опубликованный в 1902 году. В 1906 году вышло второе издание, которое значительно изменилось по форме и содержанию.

## Издания
Первое издание было выпущено в 1902 году Акселем Юнкером ограниченным тиражом в 500 экземпляров. Большинство из 45 стихотворений, написанных Рильке между 1897 и 1901 годом, было написано в Шмаргендорфе (Берлин) и Ворпсведе.
Осенью 1900 года Рильке провёл несколько месяцев в Ворпсведской колонии художников, где познакомился со скульптором Кларой Вестхофф, на которой женился 28 апреля 1901 года. Он также познакомился с её подругой Паулой Модерзон-Беккер, которой посвятил короткую строфу в сборнике стихов.
В мае и июне 1906 года Рильке добавил в цикл 37 стихотворений, изменил порядок отдельных произведений. Он также отказался от сплошных прописных букв, которые были в перовом издании. На Рождество 1906 года он написал своему издателю Акселю Юнкеру, что создана «действительно новая книга».
Для второго издания Рильке перенёс стихи с религиозными мотивами в первую часть второй книги.
Когда Рильке начал пополнять «Книгу образов», он понял, что не все стихи, которые были написаны с момента выхода первого издания, можно было поместить в сборник. 1 февраля 1906 года он написал своей жене Кларе, что стихи, отобранные для новой книги, «die noch nicht zu den nächsten, dem Panther ebenbürtigen, gezählt werden können».

## Особенности
«Книга образов» в большей степени, чем «Часослов», связана с ранними опытами Рильке. В «Книге образов», как и в «Часослове», Рильке проявляет поэтическую страсть к именованию — он заново называет окружающие его предметы, возвращает их на место, проясняя их суть.
Л. И. Киселёва говорит о «Книге образов» как о сборнике, ставшем переходным на пути его [Рильке] поэтического роста, связанного с поиском новых художественных средств и демонстрирующего желание поэта постичь принципы объективности бытия.